# Évry Schatzman
Évry Léon Schatzman (Neuilly-sur-Seine, 16 settembre 1920 – Parigi, 25 aprile 2010) è stato un astrofisico francese.
Schatzman iniziò i suoi studi presso l'École Normale Supérieure nel novembre 1939; in seguito all'invasione della Francia da parte della Germania nazista, Schatzman, essendo ebreo, fuggì dalla Francia occupata, rifugiandosi a Lione nel gennaio 1942, dove lavorò per un anno per poi spostarsi all'Observatoire de Haute-Provence.
Iniziò a lavorare presso il Centre national de la recherche scientifique (CNRS) nell'autunno 1945, ricevendo il dottorato nel marzo 1946. Lavorò quindi presso l'Osservatorio di Copenaghen e la Princeton University prima di divenire docente dell'Università di Parigi nel 1949, dove rimase per ventisette anni; in questo periodo insegnò anche presso la Université Libre de Bruxelles. Schatzman divenne professore associato dell'università parigina nel 1954. Nel 1976 si trasferì presso l'Osservatorio di Nizza, dove divenne ricercatore a tempo indeterminato. Andò in pensione nell'autunno 1989.
Schatzman si occupò delle nane bianche durante gli anni quaranta; scoprì che le atmosfere di questi oggetti erano gravitazionalmente stratificate, con l'idrogeno nella parte più esterna e gli elementi più pesanti a seguire,, §5–6 Inoltre fu uno dei proponenti della teoria del riscaldamento coronale mediato da onde.